# Борс
Борс (фр. Borce) насеље је и општина у југозападној Француској у региону Аквитанија, у департману Атлантски Пиринеји која припада префектури Oloron-Sainte-Marie.
По подацима из 2011. године у општини је живело 150 становника, а густина насељености је износила 2,58 становника/km². Општина се простире на површини од 58 km². Налази се на средњој надморској висини од 625 метара (максималној 2.258 m, а минималној 560 m).

## Демографија
| 1962. | 1968. | 1975. | 1982. | 1990. | 1999. | 2011. |
| ----- | ----- | ----- | ----- | ----- | ----- | ----- |
| 249   | 245   | 205   | 132   | 195   | 163   | 150   |

График промене броја становника у току последњих година